# Карпилівка (Шепетівський район)
Карпи́лівка — село в Україні, у Білогірській селищній громаді Шепетівського району Хмельницької області. Населення становить 119 осіб.

## Географія
Селом протікає річка Рудка.

## Історія
У 1906 році село Кунівської волості Острозького повіту Волинської губернії. Відстань від повітового міста 22 верст, від волості 7. Дворів 31, мешканців 283.
7 (20) листопада 1917 року, відповідно до Третього Універсалу Української Центральної Ради, увійшло до складу Української Народної Республіки.
12 червня 2020 року, відповідно до розпорядження Кабінету Міністрів України № 727-р «Про визначення адміністративних центрів та затвердження територій територіальних громад Хмельницької області», увійшло до складу Білогірської селищної громади.
19 липня 2020 року, в результаті адміністративно-територіальної реформи та ліквідації Білогірського району, село увійшло до складу новоутвореного Шепетівського району.

## Населення

### Мова
Розподіл населення за рідною мовою за даними перепису 2001 року:
| Мова       | Кількість | Відсоток |
| ---------- | --------- | -------- |
| українська | 119       | 100%     |

## Легенда
Існує серед місцевого населення два перекази про назву села. Одна версія говорить, що село має назву від того, що в навколишніх озерцях були коропи (риба); друга, більш правдоподібна, говорить про те, що першим поселенцем і засновником був чоловік Карпо, від якого і пішла назва Карпилівка.

## Відомі уродженці
- Дем'янчук Григорій Семенович (1936–2001) — український журналіст, краєзнавець, заслужений журналіст УРСР (1986).